# Kawanabe Kyōsai

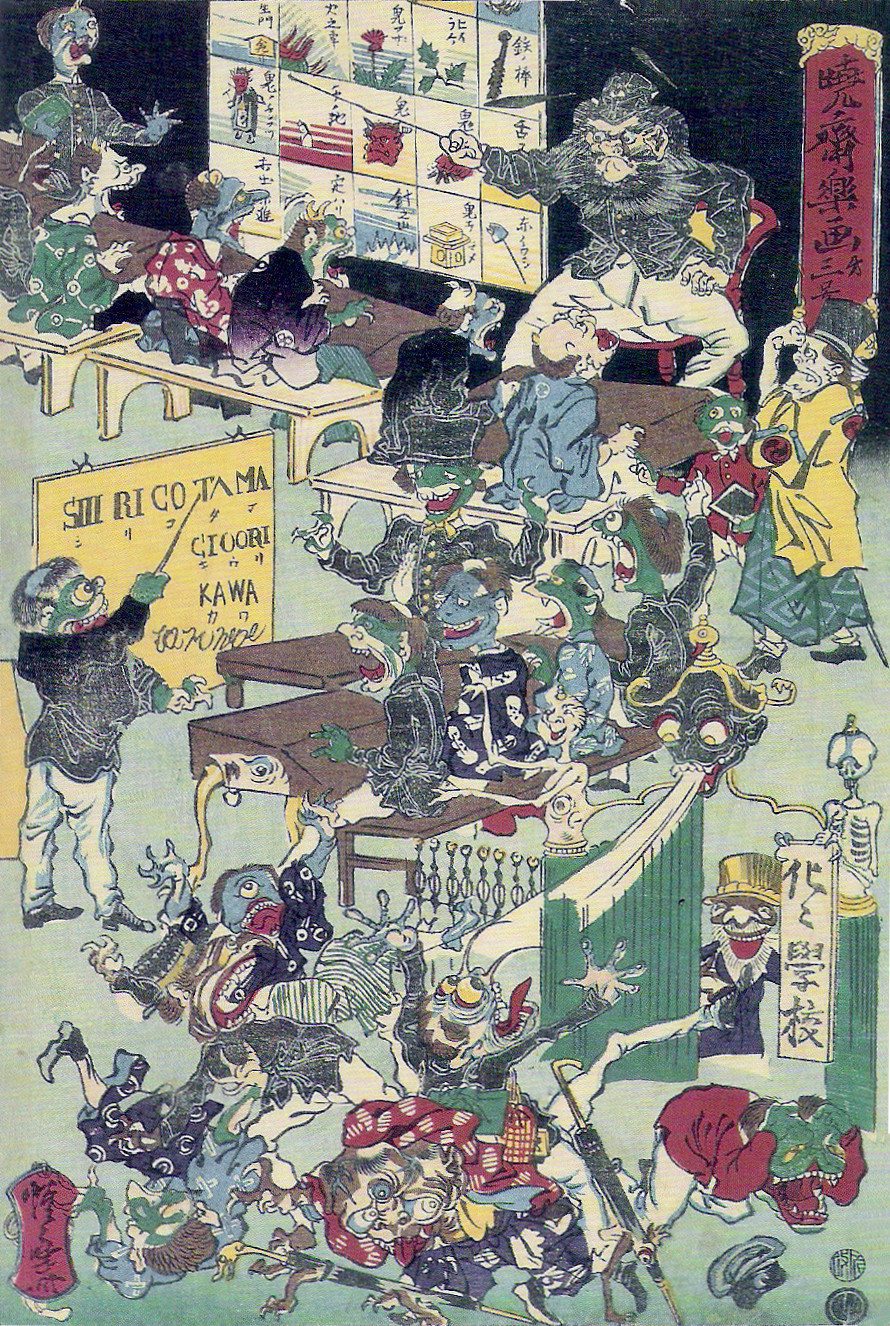
Bake-Bake Gakkō (化々學校), hoặc "Trường học dành cho ma quái", bản in khắc gỗ của Kyōsai. Vào tháng 8 năm 1872, chính phủ Meiji quyết định thực hiện một hệ thống giáo dục bắt buộc. Trong bức tranh biếm họa này, cả quỷ (ở trên) và kappa (trung tâm) đang học từ vựng liên quan đến cuộc sống hàng ngày của họ. Các cựu được dạy bởi Shōki người bán quỷ, mặc đồng phục kiểu phương Tây. Một số yêu tinh cố gắng vào trường (bên dưới), nhưng bị Thần Gió thổi bay.

Kawanabe Kyōsai (河鍋 暁斎 (Hà Oa Hiểu Trai) 18 tháng 5 năm 1831 — 26 tháng 4 năm 1889) là một nghệ sĩ Nhật Bản, theo lời của một nhà phê bình, "một người theo chủ nghĩa cá nhân và độc lập, có lẽ là bậc thầy cuối cùng trong hội họa truyền thống Nhật Bản".